# العلاقات الفلبينية البالاوية
العلاقات الفلبينية البالاوية هي العلاقات الثنائية التي تجمع بين الفلبين وبالاو.

## مقارنة بين البلدين
هذه مقارنة عامة ومرجعية للدولتين:
| وجه المقارنة                                              | الفلبين                       | بالاو                         |
| --------------------------------------------------------- | ----------------------------- | ----------------------------- |
| المساحة (كم2)                                             | 343.45 ألف                    | 465                           |
| عدد السكان (نسمة)                                         | 104.92 مليون                  | 21.73 ألف                     |
| الكثافة السكانية (ن./كم²)                                 | 305.49                        | 4.67 ألف                      |
| العاصمة                                                   | مانيلا                        | نغيرولمود، كورور              |
| اللغة الرسمية                                             | اللغة الفلبينية، لغة إنجليزية | لغة إنجليزية، اللغة البالاوية |
| العملة                                                    | بيسو فلبيني                   | دولار أمريكي                  |
| الناتج المحلي الإجمالي (بليون دولار)                      | 313.60 مليار                  | 291.54 مليون                  |
| الناتج المحلي الإجمالي (تعادل القوة الشرائية) بليون دولار | 743.90 مليار                  | 326.12 مليون                  |
| الناتج المحلي الإجمالي الاسمي للفرد دولار أمريكي          | 2.90 ألف                      | 13.50 ألف                     |
| الناتج المحلي الإجمالي للفرد دولار أمريكي                 | 7.39 ألف                      | 14.76 ألف                     |
| مؤشر التنمية البشرية                                      | 0.668                         | 0.780                         |
| رمز المكالمات الدولي                                      | +63                           | +680                          |
| رمز الإنترنت                                              | .ph                           | .pw                           |
| المنطقة الزمنية                                           | توقيت الفلبين                 | ت ع م+09:00                   |

## منظمات دولية مشتركة
يشترك البلدان في عضوية مجموعة من المنظمات الدولية، منها:
| علم المنظمة | اسم المنظمة                        | تاريخ انضمام الفلبين | تاريخ انضمام بالاو |
| ----------- | ---------------------------------- | -------------------- | ------------------ |
|             | مؤسسة التنمية الدولية              | 28 أكتوبر 1960       | 16 ديسمبر 1997     |
|             | الأمم المتحدة                      | 24 أكتوبر 1945       | 15 ديسمبر 1994     |
|             | البنك الدولي للإنشاء والتعمير      | 27 ديسمبر 1945       | 16 ديسمبر 1997     |
|             | بنك التنمية الآسيوي                | 1966                 | 2003               |
|             | منظمة حظر الأسلحة الكيميائية       | ?                    | ?                  |
|             | مؤسسة التمويل الدولية              | 12 أغسطس 1957        | 16 ديسمبر 1997     |
|             | وكالة ضمان الاستثمار متعدد الأطراف | 8 فبراير 1994        | 16 ديسمبر 1997     |
|             | يونسكو                             | 21 نوفمبر 1946       | 20 سبتمبر 1999     |

## وصلات خارجية
- موقع وزارة الخارجية الفلبينية